# Новак, Ева
Е́ва Но́вак (англ. Eva Novak; 14 февраля 1898, Сент-Луис, Миссури — 17 апреля 1988, Вудленд-Хиллз, Калифорния) — американская киноактриса, известная преимущественно ролями эпохи немого кино.

## Биография
Барбара Ева Новак родилась 14 февраля 1898 года в городе Сент-Луис (штат Миссури, США). Отца звали Джозеф Джером Новак; мать — Барбара Медек, они были иммигрантами из Богемии. Старшая сестра — Джоана (1896—1990) тоже стала довольно известной актрисой; всего в семье было пятеро детей. Вскоре после рождения Евы отец умер, и Барбара в одиночку растила их всех.
В 1917 году Ева подписала контракт с киностудией L-KO Kompany (недолго существовала с 1914 по 1919 год) и начала активно сниматься: например, в 1917 году она появилась в восьми лентах, в 1918 году — в восемнадцати, в 1919 году — в восьми. Много снималась и в 1920-х годах, но с наступлением эры звукового кино её карьера взяла паузу: с 1928 по 1945 год (в этот период она жила в Австралии) снялась лишь в четырёх картинах, однако затем снова стала более-менее регулярно появляться на экранах, только во второстепенных и эпизодических ролях, зачастую без указания в титрах. С 1958 года также стала изредка появляться не только на широком экране, но и в телесериалах. Всего за свою карьеру (1917—1966, с заметными перерывами) Новак снялась в 127 кинофильмах и в шести эпизодах шести телесериалов. Впрочем, из этих 127 кинолент 35 были короткометражными, а в 31 случае она не была указана в титрах. Появилась в десяти фильмах в паре со звездой вестернов Томом Миксом.
В 1927 году с мужем, каскадёром Уильямом Ридом, уплыла в Австралию, где продолжила изредка сниматься. После смерти мужа в 1944 году вернулась в США.
В 1966 году 68-летняя актриса ушла на покой и поселилась в районе Вудленд-Хиллз города Лос-Анджелес. Там же она и скончалась 17 апреля 1988 года от пневмонии — Новак было 90 лет.
Личная жизнь
В 1921 году Новак вышла замуж за 27-летнего каскадёра по имени Уильям Рид. В 1944 году он погиб. Тётя Евы — известная киноактриса Энн Шефер (1870—1957).

## Избранная фильмография
В титрах указана
- 1919 — Маньяк скорости[англ.] / The Speed Maniac — Пёрл Мэттьюс
- 1920 — Шёлковые мужья и ситцевые жёны[англ.] / Silk Husbands and Calico Wives — Джорджия Уилсон
- 1920 — ? / The Testing Block — Нелли Грей
- 1921 — О’Мэлли из Королевской канадской конной полиции[англ.] / O'Malley of the Mounted — Роуз Ланье
- 1922 — Высший пилотаж[англ.] / Sky High — Эстель Хэллоуэй
- 1922 — В погоне за луной[англ.] / Chasing the Moon — Джейн Норуорт
- 1922 — Человек из Адской реки[англ.] / The Man from Hell's River — Мабелла
- 1922 — Человек, который видел завтрашний день[англ.] / The Man Who Saw Tomorrow — Вония
- 1923 — Долларовые дьяволы[англ.] / Dollar Devils — Эми
- 1923 — Человек, жизнь которого прошла мимо[англ.] / The Man Life Passed By — Джой Мур
- 1924 — Листен Лестер[англ.] / Listen Lester — Мэри Додж
- 1924 — Смеясь над опасностью[англ.] / Laughing at Danger — Кэролин Холлистер
- 1924 — Пустяки[англ.] / The Triflers — Беатрис Нойс
- 1925 — Салли[англ.] / Sally — Рози Лафферти
- 1926 — Ирен[англ.] / Irene — Элинор Хэдли
- 1927 — К пожизненной ссылке[англ.] / For the Term of His Natural Life — Сильвия Викерс
- 1928 — Романтика Раннибида[англ.] / The Romance of Runnibede — Дороти Уинчестер
- 1930 — Знахарь[англ.] / The Medicine Man — Хульда
- 1945 — Ужас Топики[англ.] / The Topeka Terror — миссис Грин
- 1945 — Апология убийства / Apology for Murder — служанка
- 1947 — Шантаж / Blackmail — Мейми, служанка
- 1948 — ? / Four Faces West — миссис Уинстон
- 1958 — Театр General Electric[англ.] / General Electric Theater — просительница автографа (в эпизоде The Last Rodeo)
- 1963 — Час Альфреда Хичкока / The Alfred Hitchcock Hour — миссис Хэйс (в эпизоде The Dark Pool[англ.])
- 1965 — Дикое семя[англ.] / Wild Seed — миссис Симмс
- 1966 — Ларедо[англ.] / Laredo — женщина (в эпизоде That's Noway, Thataway)

В титрах не указана
- 1945 — Роковой свидетель[англ.] / The Fatal Witness — Элси, служанка
- 1945 — Колокола Святой Марии[англ.] / The Bells of St. Mary's — монахиня
- 1946 — Клаудия и Дэвид[англ.] / Claudia and David — служанка
- 1946 — Ночь и день[англ.] / Night and Day — медсестра
- 1946 — Эта девушка Бреннан[англ.] / That Brennan Girl — мисс Новак
- 1948 — Я, Джейн Доу / I, Jane Doe — присяжная
- 1948 — Три крёстных отца / 3 Godfathers — горожанка
- 1949 — Белокурая бандитка / The Blonde Bandit — тюремная надзирательница
- 1950 — Бульвар Сансет / Sunset Boulevard — courtier[9]
- 1955 — Крутой наездник[англ.] / Tall Man Riding — миссис Хендерсон
- 1960 — Сержант Ратледж / Sergeant Rutledge — слушательница в зале суда
- 1961 — Ларами[англ.] / Laramie — присяжная (в эпизоде Killer Without Cause)
- 1962 — Человек, который застрелил Либерти Вэланса / The Man Who Shot Liberty Valance — горожанка
- 1962 — Караван повозок[англ.] / Wagon Train — женщина в обозе (в эпизоде The Donna Fuller Story[англ.])

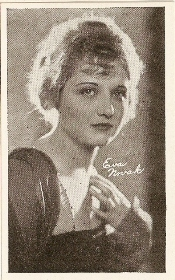
Фото ок. 1917 г.
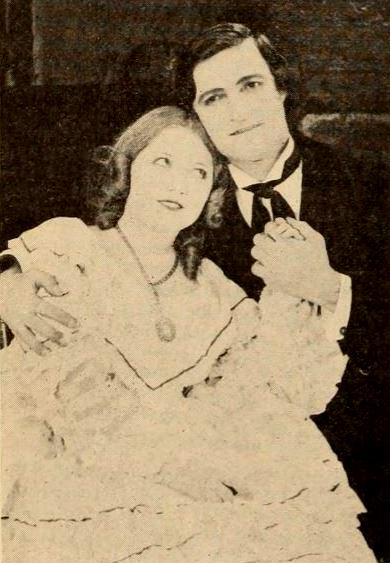
С Томом Миксом в фильме «Вражда» (1919)
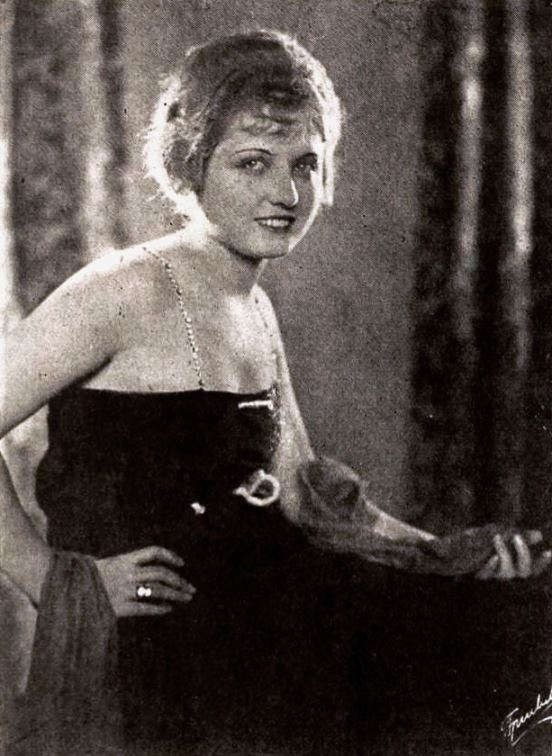
В фильме Wanted at Headquarters (1920)
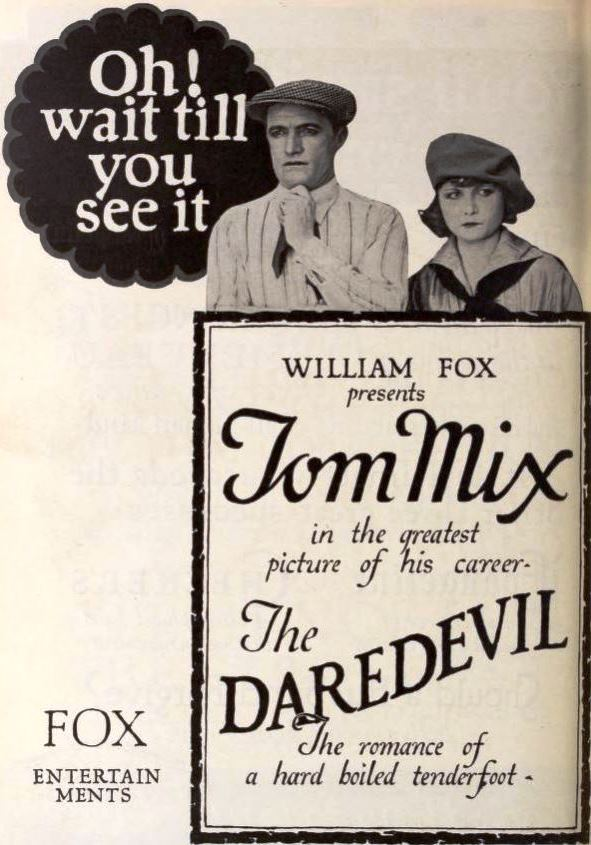
С Томом Миксом в рекламе фильма «Смельчак» (1920)
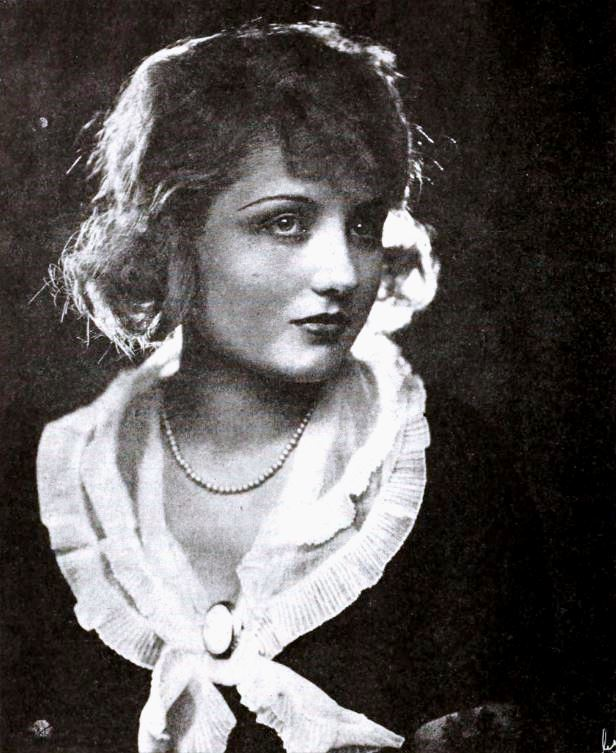
В ревю Motion Picture Herald[англ.] за сентябрь 1920 г.
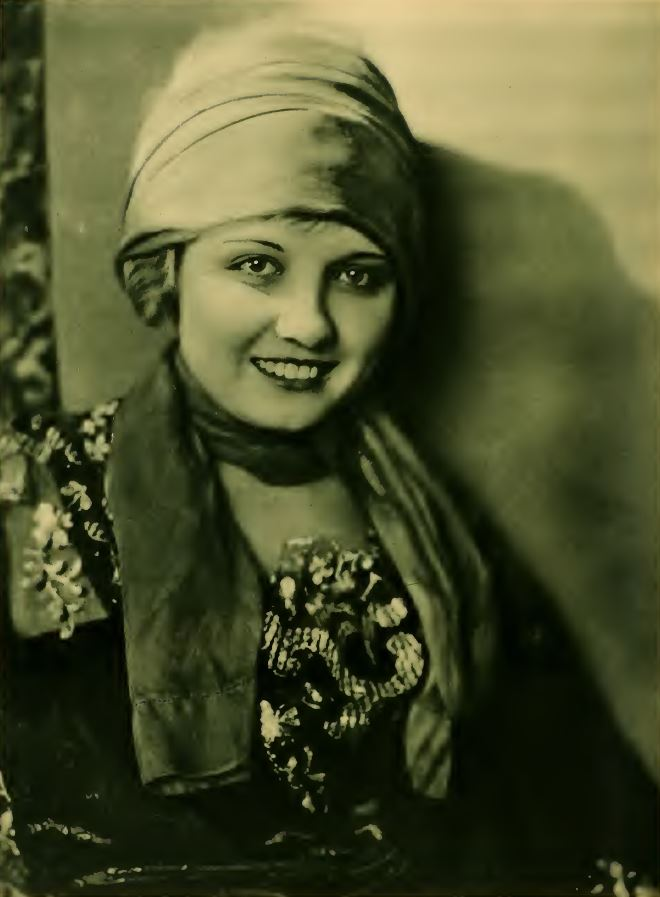
В журнале Photoplay за февраль 1921 г.
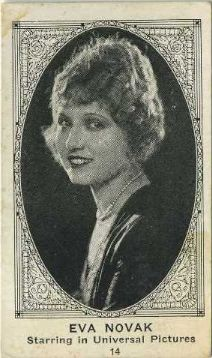
Фото 1922 г.
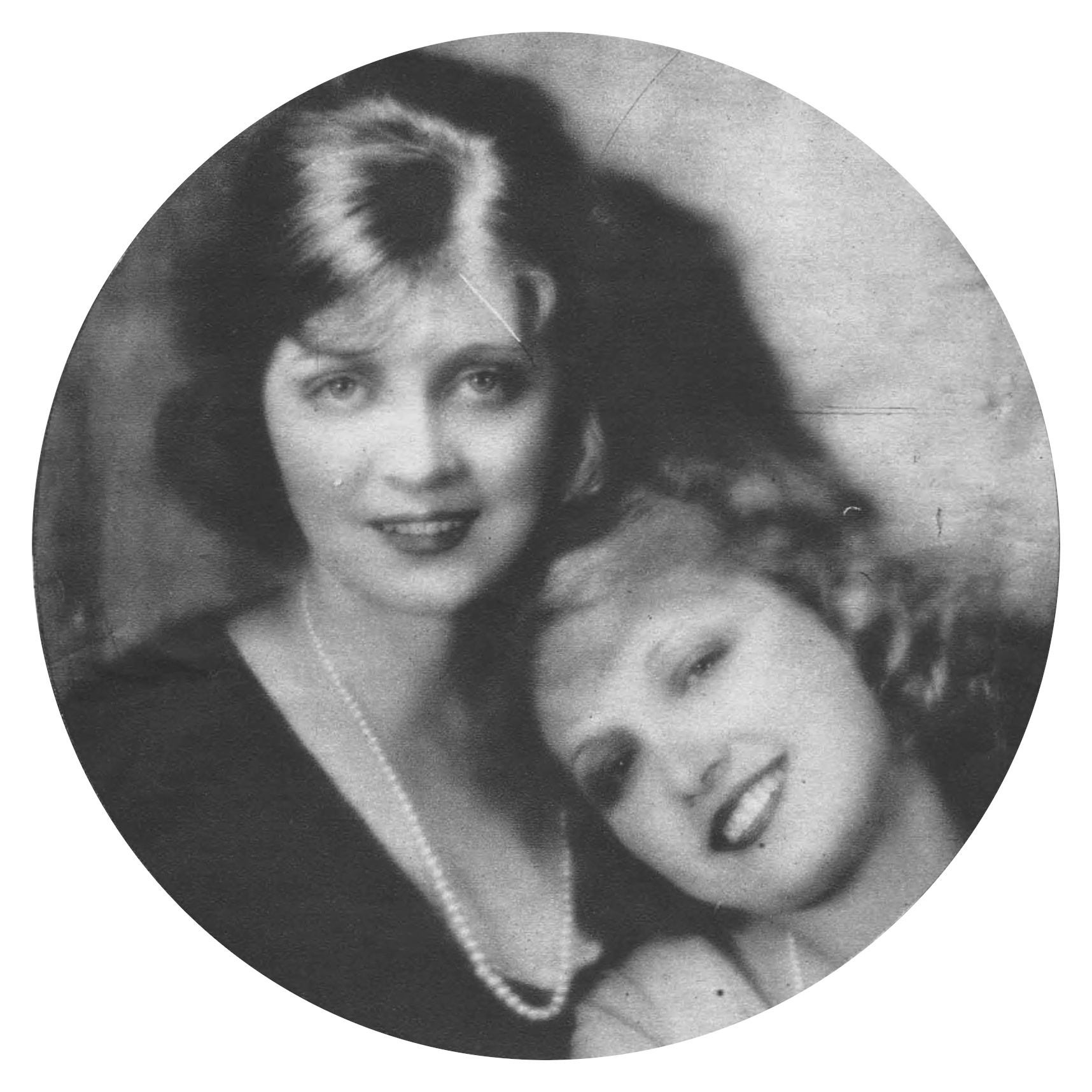
С сестрой, Джейн, фото 1922 г.
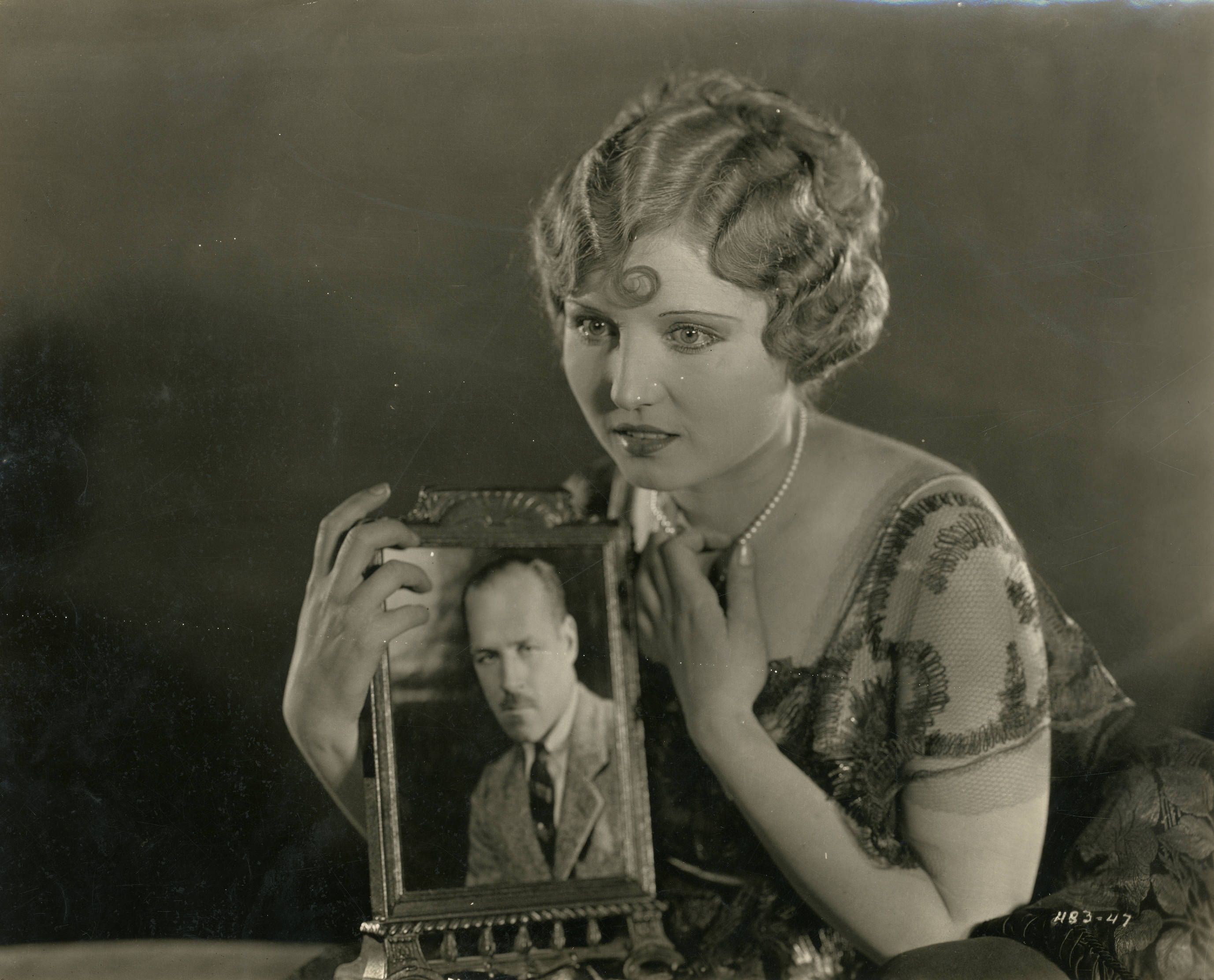
В фильме «Создавая человека» (1922)
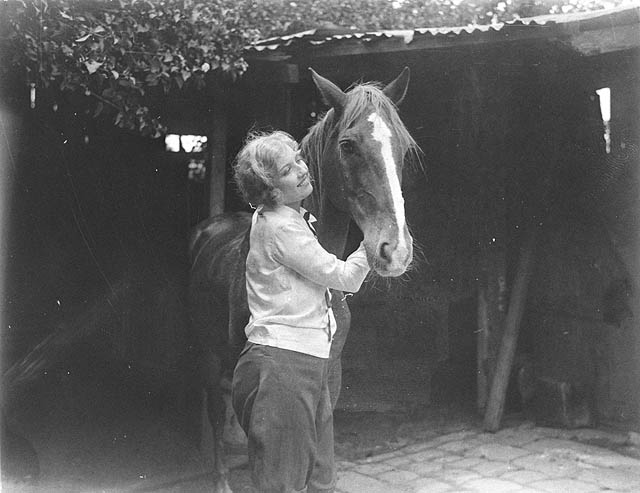
На съёмках фильма «Романтика Раннибида[англ.]» (1928)
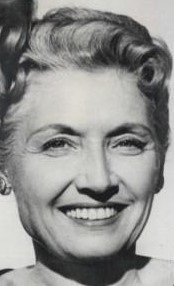
Фото 1956 года